# Vietnam aux Jeux olympiques d'été de 2008
Le Viêt Nam participe aux Jeux olympiques d'été de 2008 à Pékin.

## Liste des médaillés vietnamiens

### Médailles d'or
| Sport              | Discipline | Sportifs | Performance |
| Médailles d'or : 0 |            |          |             |

duc duy

### Médailles d'argent
| Sport                  | Discipline | Sportifs       | Performance |
| Médailles d'argent : 1 |            |                |             |
| Haltérophilie          | 56 kg (H)  | Ahn Tuan Hoang | 290 pts     |

### Médailles de bronze
| Sport                   | Discipline | Sportifs | Performance |
| Médailles de bronze : 0 |            |          |             |

## Athlètes vietnamiens par sports[1]

### Athlétisme
| Hommes - 800 m : - Dinh Cong Nguyen | Femmes - 100 m : - Thi Huong Vu |

#### Hommes
| Epreuve    | Athlète           | Séries      | Séries | Quarts de finale | Quarts de finale | Demi-finales | Demi-finales | Finale   | Finale |
| Epreuve    | Athlète           | Résultat    | Rang   | Résultat         | Rang             | Résultat     | Rang         | Résultat | Rang   |
| ---------- | ----------------- | ----------- | ------ | ---------------- | ---------------- | ------------ | ------------ | -------- | ------ |
| 800 mètres | Nguyen Dinh Cuong | 1 min 52.06 | 7e     | -                | -                | -            | -            | -        | -      |

#### Femmes
| Épreuve    | Athlète      | Séries   | Séries | Quarts de finale | Quarts de finale | Demi-finales | Demi-finales | Finale   | Finale |
| Épreuve    | Athlète      | Résultat | Rang   | Résultat         | Rang             | Résultat     | Rang         | Résultat | Rang   |
| ---------- | ------------ | -------- | ------ | ---------------- | ---------------- | ------------ | ------------ | -------- | ------ |
| 100 mètres | Thi Huong Vu | 11.65    | 3e Q   | 11.70            | 8e               | -            | -            | -        | -      |

### Badminton
| Hommes - Simple : - Nguyễn Tiến Minh | Femmes - Simple : - Ngoc Nguyen Le |

#### Hommes
[modifier | modifier le code]
| Épreuve | Athlète          | 32éme de Finale | 16éme de Finale               | Huitième de Finale | Quarts de finale | Demi-finales | Finale/ 3e place |
| Épreuve | Athlète          | Résultats       | Résultat                      | Résultat           | Résultat         | Résultat     | Résultat         |
| ------- | ---------------- | --------------- | ----------------------------- | ------------------ | ---------------- | ------------ | ---------------- |
| Simple  | Nguyễn Tiến Minh | NC              | Hsieh 1-2 (16/21-21/15-15/21) | -                  | -                | -            | -                |

### Haltérophilie
| Hommes - 56 kg : - Lam thanh Tuan Charles | Femmes - 63 kg : - Thi Thiet Nguyen |

### Natation
Hommes
- 100 m brasse :
  - Huu Viet Nguyen
- 400 m nage papillon
  - Tran Duc-Duy

### Taekwondo
| Hommes - + 80 kg : - Van Toan Nguyen | Femmes - - 49 kg : - Thi Ngoc Truc Tran - - 57 kg : - Thi Hoai Thu Nguyen |

### Tennis de table
Hommes
- Simple :
  - Kien Quoc Doan
  - Tran Duc-Duy

### Tir
Hommes
- 50 m pistolet :
  - Manh Tuong Nguyen
- 10 m pistolet à air :
  - Manh Tuong Nguyen